# Levi Strauss

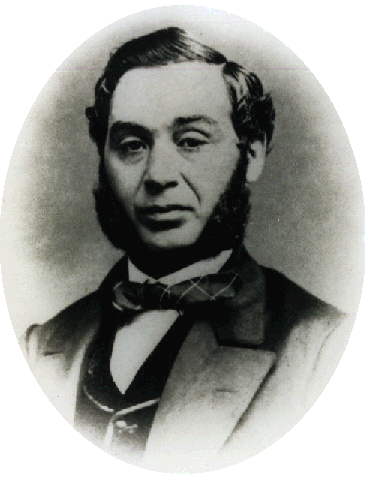
Levi Strauss, ca. 1850

Levi Strauss (* 26. Februar 1829 als Löb Strauß in Buttenheim; † 26. September 1902 in San Francisco) war ein deutsch-amerikanischer Industrieller. Er gilt zusammen mit seinem Geschäftspartner Jacob Davis als Erfinder der Jeans.

## Leben

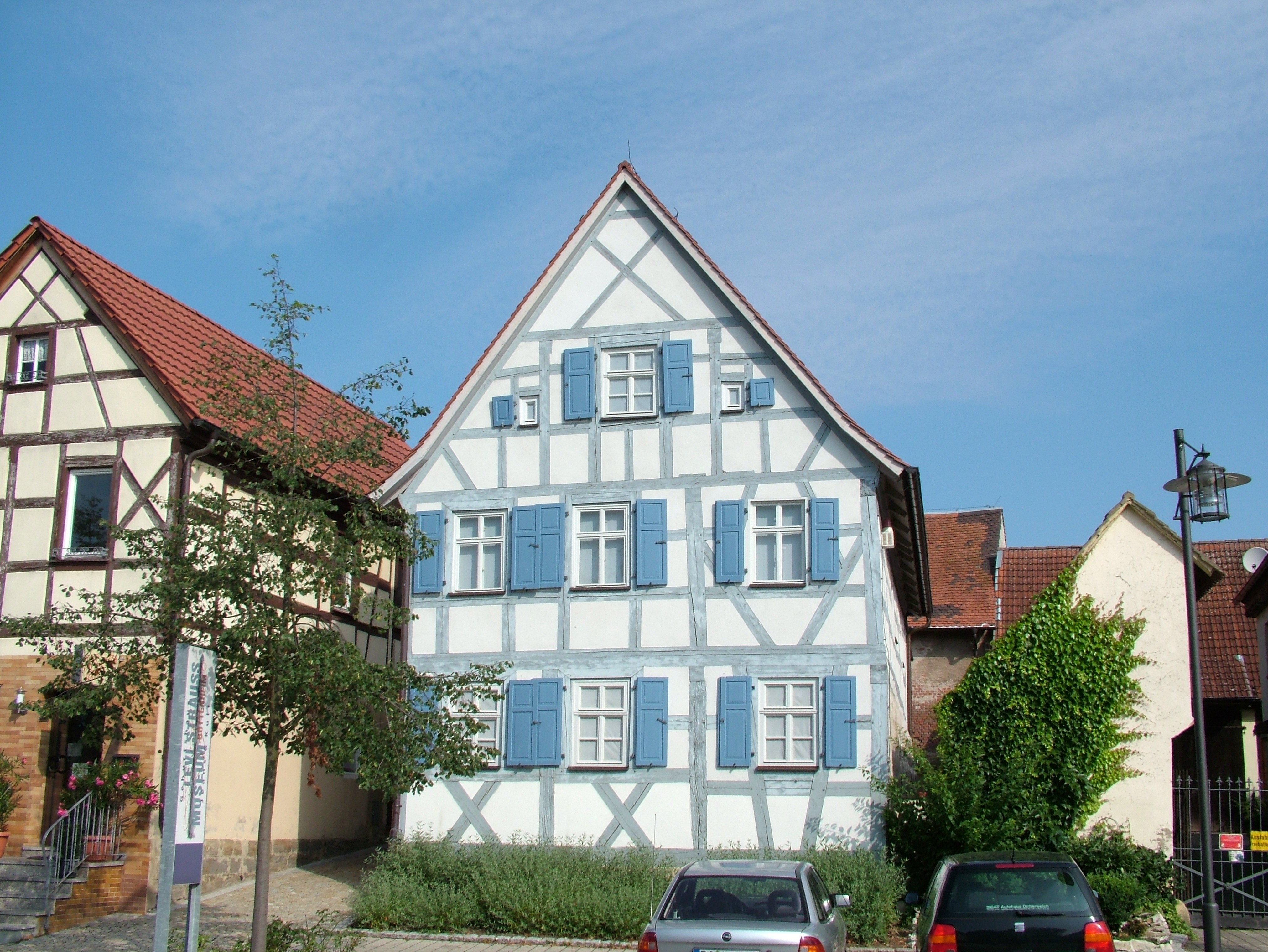
Geburtshaus von Levi Strauss in der Marktstraße in Buttenheim, heute Levi-Strauss-Museum

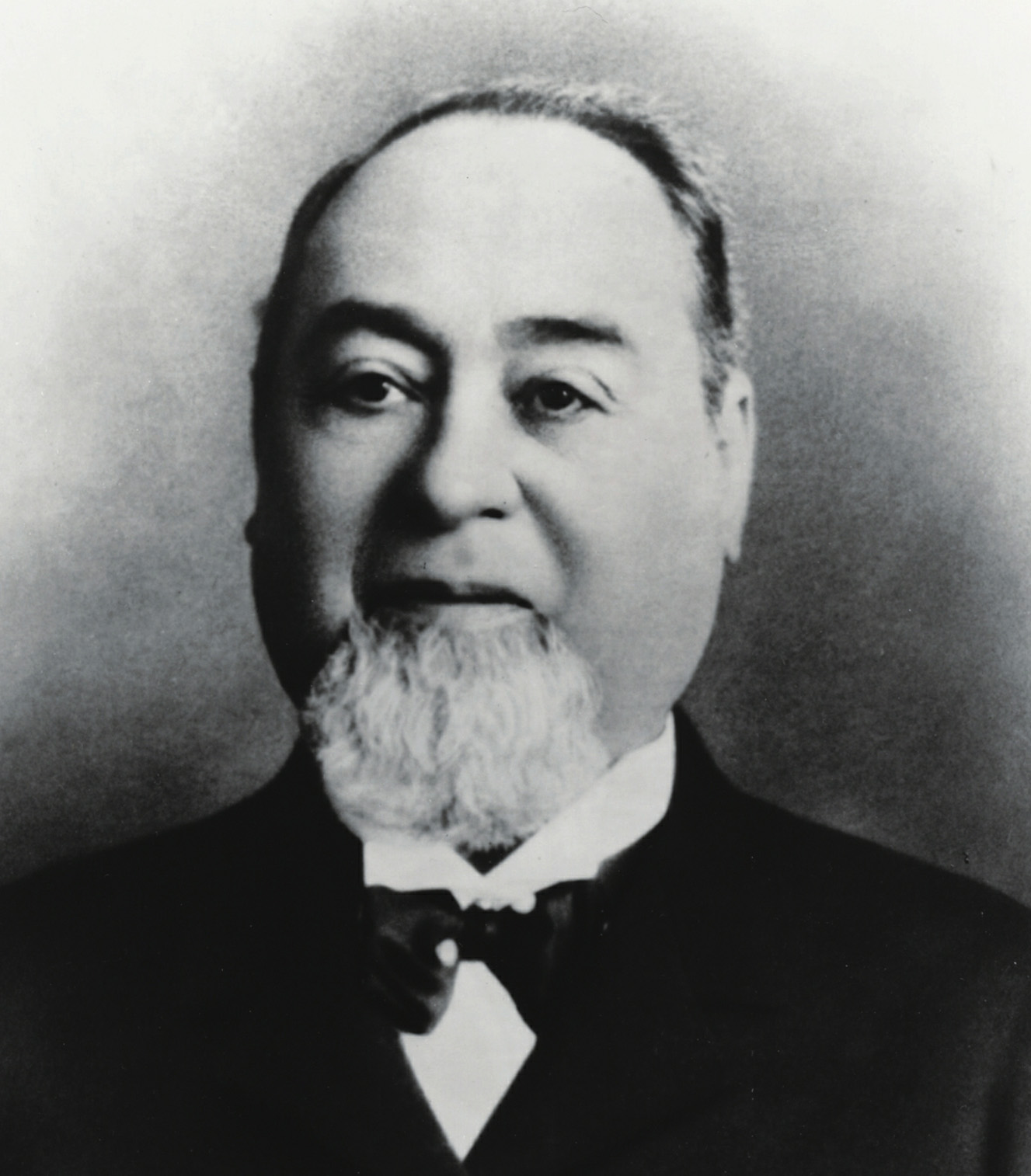
Levi Strauss, ca. 1880

Strauss wurde unter dem Namen Löb Strauß im oberfränkischen Buttenheim bei Bamberg als Sohn jüdischer Eltern geboren. Sein Vater Hirsch Strauß, ein Hausierer, starb an Tuberkulose, als Löb 16 Jahre alt war. Die vielköpfige Familie geriet in wirtschaftliche Not. 1847 wanderte seine Mutter Rebecca mit den jüngsten Kindern – ihm und zwei seiner Schwestern – in die USA aus. Sie folgten damit den beiden ältesten Strauss-Brüdern nach New York, die sich dort ihr Brot durch Textilhandel verdienten. Löb Strauß nannte sich fortan Levi Strauss, erwarb die US-amerikanische Staatsbürgerschaft und betätigte sich im Geschäft der Brüder.
1848 wurde in Kalifornien Gold gefunden und es kam zum Goldrausch; 1853 zog Levi Strauss nach San Francisco. Sein Schwager, sein Bruder Louis und er gründeten dort einen Handel für Dinge des alltäglichen Bedarfes, darunter auch Textilien und Kurzwaren.
Als Großhändler vertrieb er auch sogenannte Duck Pants aus Baumwoll-Segeltuch, die dann wegen fehlender Rentabilität aus dem Sortiment genommen wurden. Die Nähte der Hosentaschen waren nicht robust genug, da die Goldgräber ihre Hosentaschen mit allerhand Material aus den Minen vollstopften. Die Duck Pants werden oft mit der Jeans verwechselt, die es aber so erst mit Patentanmeldung gab. Entgegen einer populären Geschichte gibt es keine Belege, dass Jeans oder Vorläufer aus Hanftextilien gefertigt wurden.
Im Dezember 1870 kam der aus Riga stammende Schneider Jacob Davis auf die Idee, die Ecken der Hosentaschen und das untere Ende des Hosenlatzes mit Nieten eines Pferdegeschirrs zu verstärken. Weil ihm für die Patentierung seines 1872 entwickelten Verfahrens Geld fehlte, wandte er sich an Levi Strauss, der ihm Tuchballen lieferte. Strauss unterstützte das Vorhaben und erhielt zusammen mit Davis am 20. Mai 1873 das entsprechende Patent. Die vernieteten Waist Overalls stießen auf eine riesige Nachfrage. Bis zum Jahresende wurden 5875 Dutzend (= 70.500) Hosen und Mäntel aus Denim verkauft. Zwei Fabriken produzierten diese Hosen. Zehn Jahre später waren bereits 535 Angestellte für das Unternehmen tätig.
Am 26. September 1902 starb der Textilproduzent im Alter von 73 Jahren unerwartet in seinem Haus in San Francisco, in dem er mit der Familie seiner Schwester Fanny lebte. Seine 1853 gegründete Firma Levi Strauss & Company hinterließ er seinen vier Neffen, da er selbst keine Kinder hatte. Er wurde auf dem Friedhof Hills of Eternity in Colma südlich von San Francisco beigesetzt.

## Konzern
Aus dem von Levi Strauss mitgegründeten Unternehmen entwickelte sich ein international ausgerichteter Konzern mit fast 14.000 Beschäftigten (Stand: 26. November 2017) und 4,4 Milliarden US-Dollar Umsatz, der seine Produkte in über 100 Länder liefert.

## Museum
Im oberfränkischen Buttenheim bei Bamberg befindet sich in seinem Geburtshaus das Levi-Strauss-Museum, mit der Geschichte seiner Auswanderung zu damaliger Zeit.

## Playmobil-Figur
Im Jahr 2018 feierte der Markt Buttenheim sein 900-jähriges Bestehen. Das Levi-Strauss Museum gab zu dem Anlass eine Playmobil-Figur (Nr. 9295) von Levi-Strauss in Auftrag. Sie wurde in einer limitierten Auflage von 25.000 Stück hergestellt. Die Figur ist Levi Strauss in jungen Jahren nachempfunden, besteht aus Elementen der Western-Welt 1887/1888 und trägt ein Werbeplakat für die ersten Jeans in der Hand.

## Filme
- Levi Strauss – Ein Leben für die Jeans. (= Vom Pionier zum Millionär. Folge 5). Dokumentarfilm von Christoph Weinert. Deutschland 2009.[10][11]
- Levi Strauss und der Stoff der Träume. Vierteilige Miniserie der ARD. Deutschland/Italien/Belgien 2024.[12][13]